# Charité

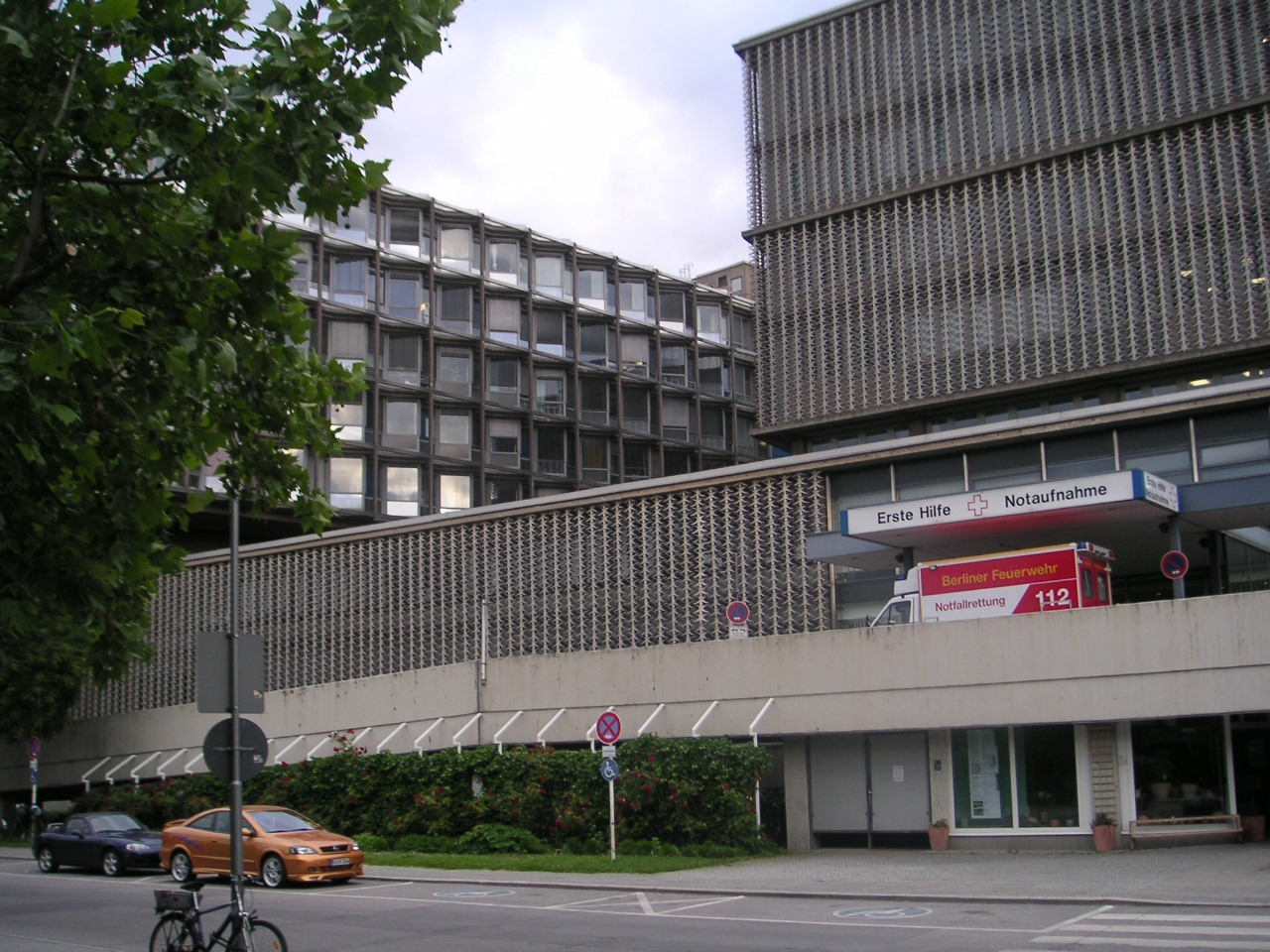

O Charité — Universitätsmedizin Berlin é um hospital universitário afiliado à Universidade Humboldt e à Universidade Livre de Berlim. Após a fusão com o seu quarto campus em 2003, o Charité se tornou um dos maiores hospitais universitários na Europa. Está localizado em Berlim.